# Ruta Bozeman

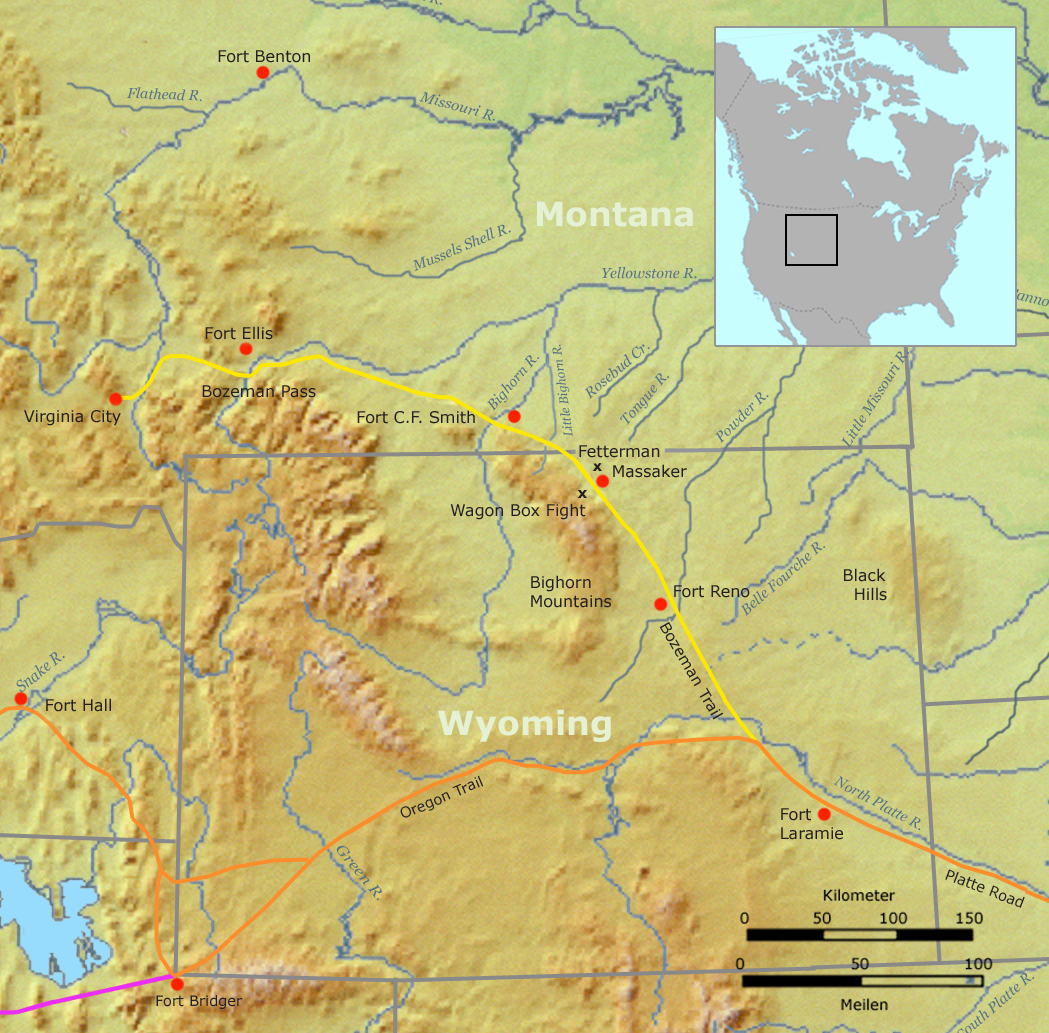
Mapa de la ruta Bozeman en color amarillo.

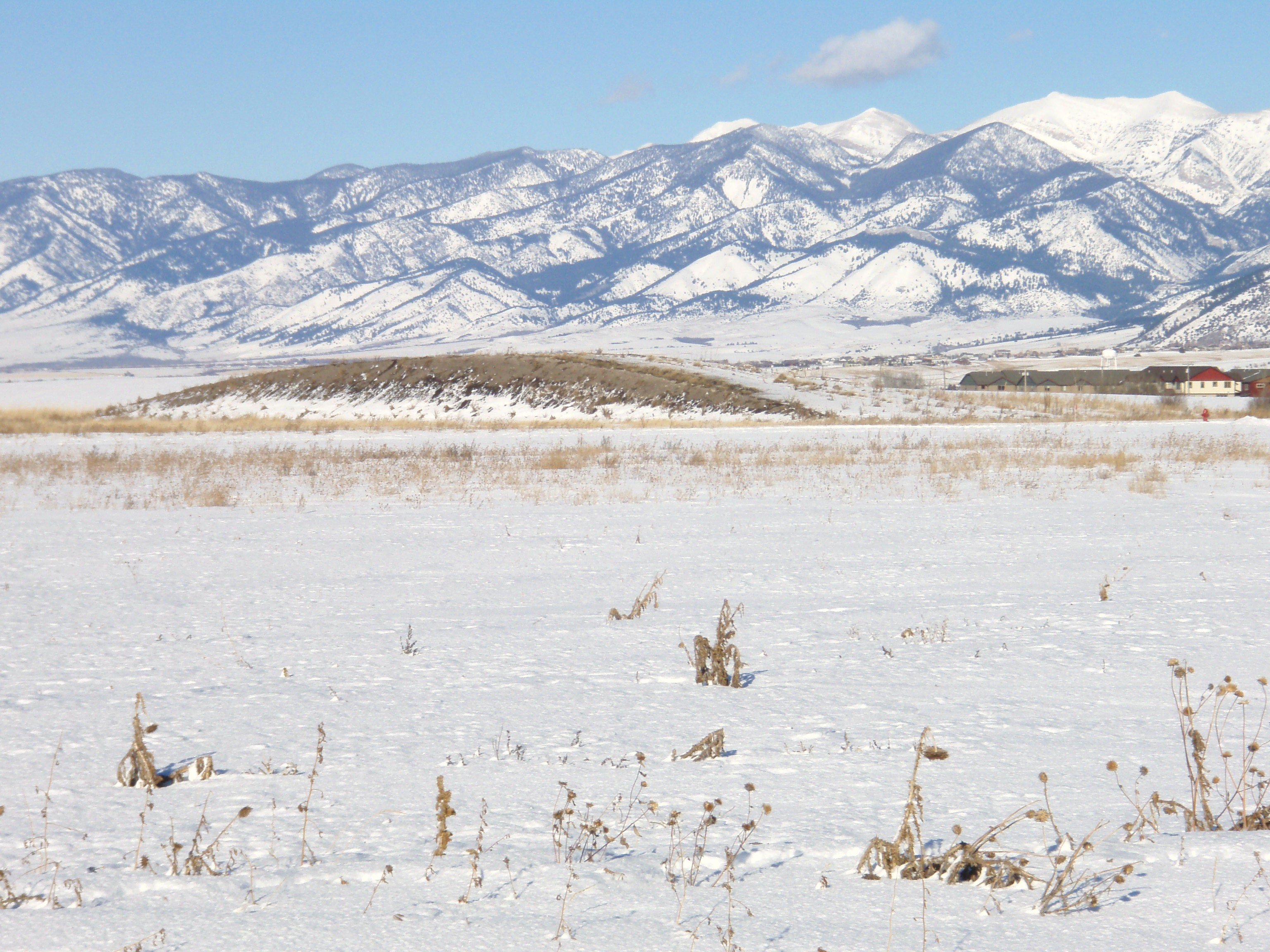
Las montañas Bridger, vistas desde Bozeman, en el valle por el que discurre el tramo final de la ruta Bozeman.

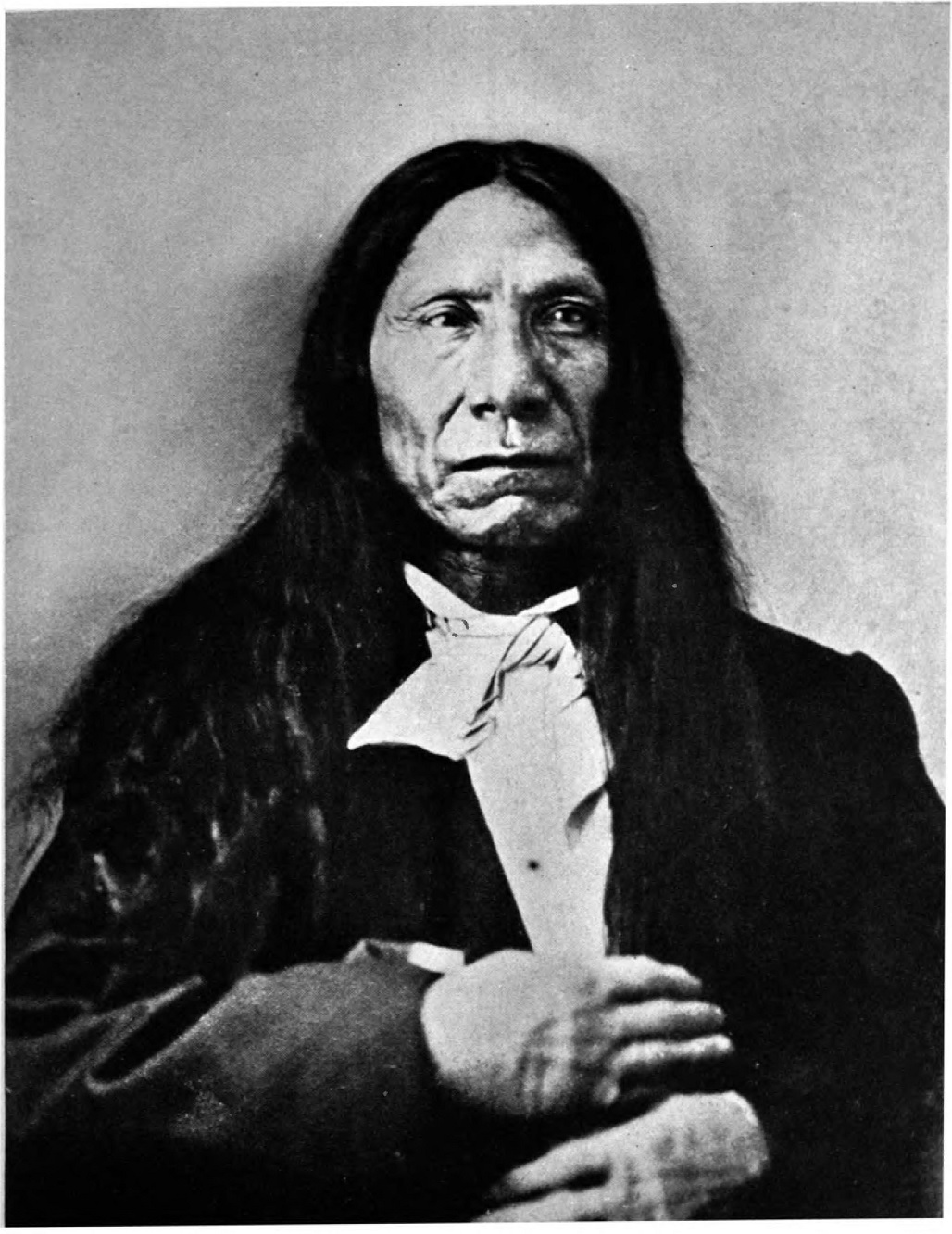
Nube Roja.

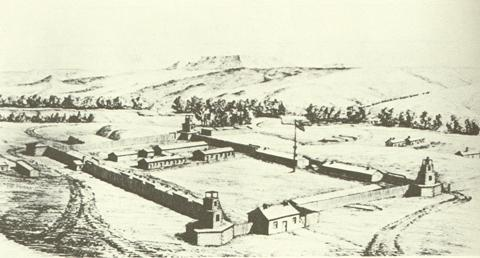
Fuerte Reno. Aguafuerte de la revista Harper´s Weekly.

La ruta Bozeman (también sendero o camino Bozeman), (en inglés, Bozeman Trail) es una ruta histórica del Oeste de los Estados Unidos, que conectaba la ruta de Oregón con el territorio de la fiebre del oro de Montana. Discurría a lo largo de más de 800 km por tierras indias y el flujo de pioneros y colonos blancos provocó primero resentimientos y finalmente ataques indios. El Ejército de los EE. UU. llevó a cabo varias campañas militares contra los indios como protección de los viajeros, pero tras el Tratado de Fort Laramie (1868) la ruta dejó de ser usada. 
La ruta Bozeman fue muy importante en la historia de las fronteras de EE. UU. en conflicto con los indios y por ello fue declarada ruta histórica (Historic Route) e inscrito en el Registro Nacional de Lugares Históricos. A veces, la ruta Bozeman ha sido considerada como «la última gran ruta de emigrantes por tierra en el Oeste americano».

## Geografía
La ruta Bozeman se iniciaba en el valle del río Platte Norte, al oeste del fuerte Laramie. Partía de varios lugares, siendo los principales donde están las actuales localidades de Glenrock y más al oeste, Evansville (11.507 hab. en 2000). Ambas rutas se encaminaban en dirección norte y se unían hasta de proseguir y alcanzar el arroyo Salt, cerca de la actual Edgerton. Descendían el río hasta llegar a su confluencia con el río Powder, que remontaban durante un corto tramo, en dirección oeste, hasta llegar a la actual Kaycee. La ruta volvía a dirigirse al Norte, bordeando por su lado oriental las montañas Bighorn. Continuaba cruzando el arroyo de la mujer loca (Crazy Woman Creek) y seguía hasta la actual Buffalo (3.900 hab.), a orillas del arroyo Claro (Clear Creek). Viraba cada vez más hacia el Noroeste, bordeando las montañas Bighorn por su extremo noroccidental. En este tramo la ruta tenía algunas variantes, pasando por la actual Sheridan y llegando finalmente a Dayton o Ranchester, a orillas del río Tongue, donde se cruzaba el río. 
La ruta seguía la misma dirección y salía del actual estado de Wyoming, adentrándose en Montana por su lado meridional. Atravesaba el arroyo Rosebud y luego el río Little Bighorn, hasta llegar finalmente al río Bighorn, a cuyas orillas estaba el fuerte C.F. Smith.
Viraba progresivamente la ruta hacia el Oeste, hasta alcanzar el valle del río Yellowstone, tras cruzar uno de sus ramales, el Clarks Forks. Remontaba el valle del Yellowstone hasta llegar al paso Bozeman, entre la cordillera Bridger, al norte, y la cordillera Gallatin, al sur. Entraba la ruta en su tramo final, pasando por las actuales Bozeman, Belgrade (5.728 hab.) y Manhattan, hasta llegar a Three Forks (1.728 hab.), donde confluyen los ríos Madison, Jefferson y Gallatin, dando nacimiento al río Misuri. Remontaban el río Madison, bordeando las montañas Tobacco Root en dirección sur, hasta la actual Ennis, donde cruzaban hacia el Oeste por el extremo norte de la cordillera Gravelly, hasta alcanzar finalmente Virginia City, donde acababa la ruta.

## Historia

### Establecimiento
En 1863, John Bozeman y John Jacobs exploraron una ruta directa desde la ciudad de Virginia City, Montana, hasta el centro de Wyoming para conectar con la ruta de Oregón. La ruta discurría por caminos que los indios americanos recorrían desde hacía mucho tiempo por la región del río Powder (río del Polvo). Esta ruta era más directa y estaba mejor regada que cualquier otro camino anterior en Montana. También se consiguió mejorar la ruta de modo que era lo suficientemente amplia para los carromatos. La única desventaja seria era que pasaba directamente a través del territorio indio, ocupado por las tribus shoshone, arapaho y lakota. 

### Primeros viajeros y campañas indias
Bozeman, entre otros, dirigió el primer grupo de unos 2.000 colonos que recorrieron la pista en 1864. Las incursiones de los indios en los asentamientos blancos aumentaron de forma dramática entre 1864 y 1866. Ello impulsó al gobierno de los EE. UU. a enviar el Ejército para llevar a cabo varias campañas militares contra los shoshone. Patrick Edward Connor dirigió varias de esas primeras campañas y derrotó a los shoshones en la batalla del Río Bear y durante la Expedición del río Powder, en 1865, también derrotó a los arapaho en la batalla del Río Tongue. 

### Viajes después de la Guerra Civil
En 1866, al finalizar la Guerra Civil Americana, muchos más colonos viajaron por la pista, en su mayoría en busca de oro. El Ejército de los EE. UU. pidió una reunión del consejo en fuerte Laramie con los indios, al que el jefe Lakota Nube Roja asistió. El propósito de la reunión era organizar un derecho de paso con los lakota para el uso de la ruta. Mientras estaban en negociaciones, Nube Roja se indignó cuando descubrió que un regimiento de infantería de los EE. UU. estaba utilizando la ruta sin el permiso de la nación Lakota y esa fue la causa del inicio de la Guerra de Nube Roja. 
El Ejército estableció en 1866 tres fuertes —Reno, Phil Kearny y C.F. Smith— a lo largo de la ruta, pero las incursiones indias en la ruta y alrededor de los fuertes continuaron. Después de que los lakotas aniquilaron un destacamento al mando del coronel William J. Fetterman (c. 1833–66) el mismo año cerca de Fort Phil Kearny, los viajes civiles por la ruta cesaron. El suceso, conocido como masacre de Fetterman ocurrió el 10 de diciembre de 1866, cuando un grupo de leñadores salió del fuerte Phill Kearny para aprovisionarse de madera y un grupo de 10 jinetes lakotas les atacó. El ataque fue visto desde el fuerte, donde estaba el héroe de la guerra civil, el coronel Feeterman, de quien se dice afirmó que conquistaría a los sioux. Feeterman fue enviado con 80 hombres entre infantería y caballería para ayudar a los leñadores y al verlos venir los lakotas huyeron, pero a poca velocidad, desafiando a los soldados y a su comandante, que ordenó perseguirlos desoyendo las órdenes del fuerte de no seguirlos. Feeterman y sus hombres llegaron a una hondonada llamada Lodge, cuando fueron sorprendidos desde la parte superior por unos 2.000 lakotas, arapajos, siux y kiowas que estaban ocultos. La lluvia de flechas y balas, en solo 30 minutos, acabó con todos los soldados y su comandante. El 1 y 2 de agosto de 1867, grandes partidas de lakotas fueron divisados en un aparente intento coordinado de rebasar Fort Smith y Fort Phil Kearny. En la batalla Hayfield y batalla Wagon Box, los ataques fracasaron. 
Más tarde, el Tratado de Fort Laramie (1868) reconoció el control de la región del río Powder para la nación lakota. Durante un tiempo este tratado cerró los viajes de los colonos blancos por la ruta Bozeman. El presidente Ulysses S. Grant ordenó el abandono de los fuertes, y varios de ellos fueron luego incendiados. 
La guerra de Nube Roja puede considerarse como la única guerra en la que indios lograron sus objetivos (aunque solo por un breve tiempo) con un tratado sobre los asentamientos que recogía sus condiciones. En 1876, sin embargo, a raíz de la Guerra Black Hills, el Ejército volvió a abrir la ruta y se reconstruyeron los fuertes. El Ejército continuó utilizando la ruta durante las campañas militares y más tarde construyó una línea telegráfica a lo largo de ella.

## La ruta actual
Hoy día varias carreteras siguen, aproximadamente, la ruta Bozeman:
- una moderna autopista, la Interestatal 25 discurre desde Douglas (Wyoming) (5.228 hab.) a Sheridan (Wyoming) (15.804 hab.)
- otra autopista, la Interestatal 90, va desde Sheridan a Three Forks (Montana) (1.728 hab.) (unas 30 millas al oeste de Bozeman
- y la carretera Ruta 287, va desde Three Forks a Virginia City (Montana) (130 hab.).

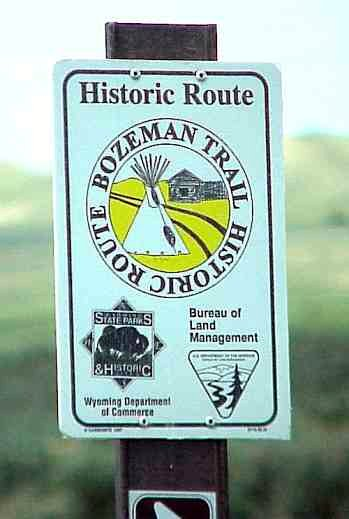
Bozeman Trail marker, Montana, 2003.